# Graf Holding
Die Graf Holding GmbH ist die Obergesellschaft der Graf-Gruppe, einem Hersteller von Kunststofferzeugnissen mit Sitz in Teningen.

## Geschichte
Im Jahre 1962 wurde von Otto F. Graf die Otto Graf GmbH gegründet. Es handelte sich um eine Handelsagentur, die Kunststoffbehälter und Fässer für den Weinbau, sowie industrielle Anwendungen anbietet. Eine Vertriebsniederlassung, die Graf S.A.R.L. wurde 1970 gegründet.
1974 wurden die ersten Graf-Regentonnen zur Nutzung von Regenwasser eingeführt. Die französische Niederlassung zog 1978 ins elsässische Dachstein um und begann im gleichen Jahr mit der Rotationsfertigung von Kunststoffhohlkörpern. Mit Aufnahme der Rotationsfertigung war es nun möglich, auch Regenwassererdtanks zu produzieren. 1982 wurden Komposter im Markt eingeführt.
1990 wurde im französischen Werk die zu diesem Zeitpunkt größte Rotationsmaschine Europas installiert. So war es nun möglich, auch sehr große Tanks zu produzieren. Ebenfalls in Frankreich wurden 1997 drei Spritzgießmaschine aufgebaut. Ab 1997 war es möglich, Tanks aus zwei Halbschalen zu fertigen. Dadurch wurden größere und stabilere Tanks möglich.
1998 wurden Sicker-Blöcke eingeführt. Diese sind der erste Baustein für ein erfolgreiches Regenwassermanagement. Als nächster Schritt folgten 2001 vollbiologische Kleinkläranlagen. Im gleichen Jahr wurden drei weitere Spritzgießmaschine in Betrieb genommen. Die ersten Regenwassertanks als Säulentanks wurden 2002 eingeführt.
Das Werk in Teningen wurde im Jahr 2006 neu gebaut. 2007 wurde in Spanien eine Vertriebsniederlassung gegründet. Die Produktionsfläche des erst 2006 gebauten Werks wurde von 13.500 m² um 6.000 m² auf 19.500 m² erweitert. Hintergrund war die Aufnahme der Blasformfertigung.
Ein neues Recyclingwerk wurde im Feb. 2020 in Herbolzheim eröffnet. Das Werk ist für einen jährlichen Durchsatz von 50.000 t Altkunststoff ausgelegt. Die produzierten Rezyklate werden in den anderen Werken zur Produktion neuer Kunststoffteile eingesetzt.
Im Januar 2022 wurde ein neues Werk in Kehl-Neuried eröffnet. Produziert werden dort Großtanks zur Regenwasserspeicherung. Den 60 Mitarbeitern steht eine Hallenfläche von 26.000 m² zur Verfügung. Das Logistikzentrum am gleichen Standort wurde im April 2022 eröffnet. Die Hallenfläche beträgt hier 12.500 m². 40 Mitarbeiter werden hier beschäftigt. Die gesamte Hallenfläche in Neuried beträgt somit 38.500 m² bei einer Grundstücksfläche von 100.000 m². Die Investitionssumme soll bei ca. 30 Mio. Euro gelegen haben.
Im Januar 2023 wurde mitgeteilt, dass Graf eine Mehrheitsbeteiligung an der RBB-Gruppe (Biorock S.a.r.l.) im luxemburgischen Ellange erworben hat. RBB produziert Kleinkläranlagen und rotationsgeformte Produkte aus PE. Ein Kaufpreis wurde nicht genannt.

## Konzern
In den Konzernabschluss werden (Stand: 31. Dezember 2021) einbezogen:
- Graf Holding GmbH, Teningen
- Otto Graf GmbH, Teningen
- KLARO GmbH, Bayreuth
- Graf Middle East GmbH, Herbolzheim
- Graf Holding Polen GmbH, Teningen
- Graf Polska Sp. Z.o.o., Skierniewice
- Graf Holding France SAS, Dachstein
- Graf Plasturgie S.A.R.L., Dachstein
- Graf Distribution S.A.R.L., Dachstein
- Graf Logistics S.A.R.L., Dachstein
- Graf Iberica Tecnologia del Plastico SLU, Girona
- Graf UK Ltd., Banbury
- Graf Australia Pty. Ltd., Henderson
- Graf Plastics Australia Pty. Ltd., Henderson
- Graf Real Estate Australia Pty. Ltd., Henderson
- Graf China Environmental, Nanjing Ltd., Nanjing
- Graf Ireland Environmental Ltd., Galway

Die 24 %-Beteiligung an der PolymerPark materials GmbH in Dresden wird nicht in den Konzernabschluss einbezogen. Gleiches gilt für die 49 %-Beteiligung an der Wilken Plastics Energy GmbH in Haren (Ems).